# 2689 Брюссель
2689 Брюссель (2689 Bruxelles) — астероїд головного поясу, відкритий 3 лютого 1935 року.
Тіссеранів параметр щодо Юпітера — 3,626.
Названий на честь столиці Бельгії Брюсселя.